# Дереволаз-червонодзьоб
Деревола́з-червонодзьо́б (Hylexetastes) — рід горобцеподібних птахів родини горнерових (Furnariidae). Представники цього роду мешкають в Амазонії та на Гвіанському нагір'ї.

## Опис
Дереволази-червонодзьоби — великі дереволази, середня довжина яких становить 26,5—29 см, а вага 86—145 г. Вони мають переважно коричневе забарвлення і міцні, прямі, темно-червоні дзьоби. Свої довгі, жорсткі хвости дереволази-червонодзьоби використовують для опори при пересуванні стовбурами дерев, як це роблять дятли. Дереволази-червонодзьоби живляться комахами, ведуть прихований, деревний спосіб життя.

## Види
Виділяють чотири види:
- Дереволаз-червонодзьоб смугасточеревий (Hylexetastes stresemanni)
- Дереволаз-червонодзьоб східний (Hylexetastes perrotii)
- Дереволаз-червонодзьоб бразильський (Hylexetastes uniformis)[5][6]
- Дереволаз-червонодзьоб паранський (Hylexetastes brigidai)[7][6]

## Етимологія
Наукова назва роду Hylexetastes походить від сполучення слів дав.-гр. ὑλη — ліс і εξεταστης — експерт, дослідник.